# Station Magetan
Magetan (voormalig Barat) is de enige spoorwegstation in Magetan in de Indonesische provincie Oost-Java. Dit station, dat is +70 m hoogte, bevindt zich in 7e Werkgebied van Madiun.
Het stationsnaam was 1 december 2019 gewijzigd.

## Bestemmingen
- Pasundan: naar Station Kiaracondong en Station Surabaya Gubeng
- Kahuripan: naar Station Padalarang en Station Kediri
- Gaya Baru Malam Selatan: naar Station Jakarta Kota en Station Surabaya Gubeng
- Brantas: naar Station Jakarta Tanahabang en Station Kediri
- Matarmaja: naar Station Jakarta Pasar Senen en Station Malang
- Sri Tanjung: naar Station Yogya Lempuyangan en Station Banyuwangi Baru
- Logawa: naar Station Purwokerto en Station Jember